# ジュニパーネットワークス

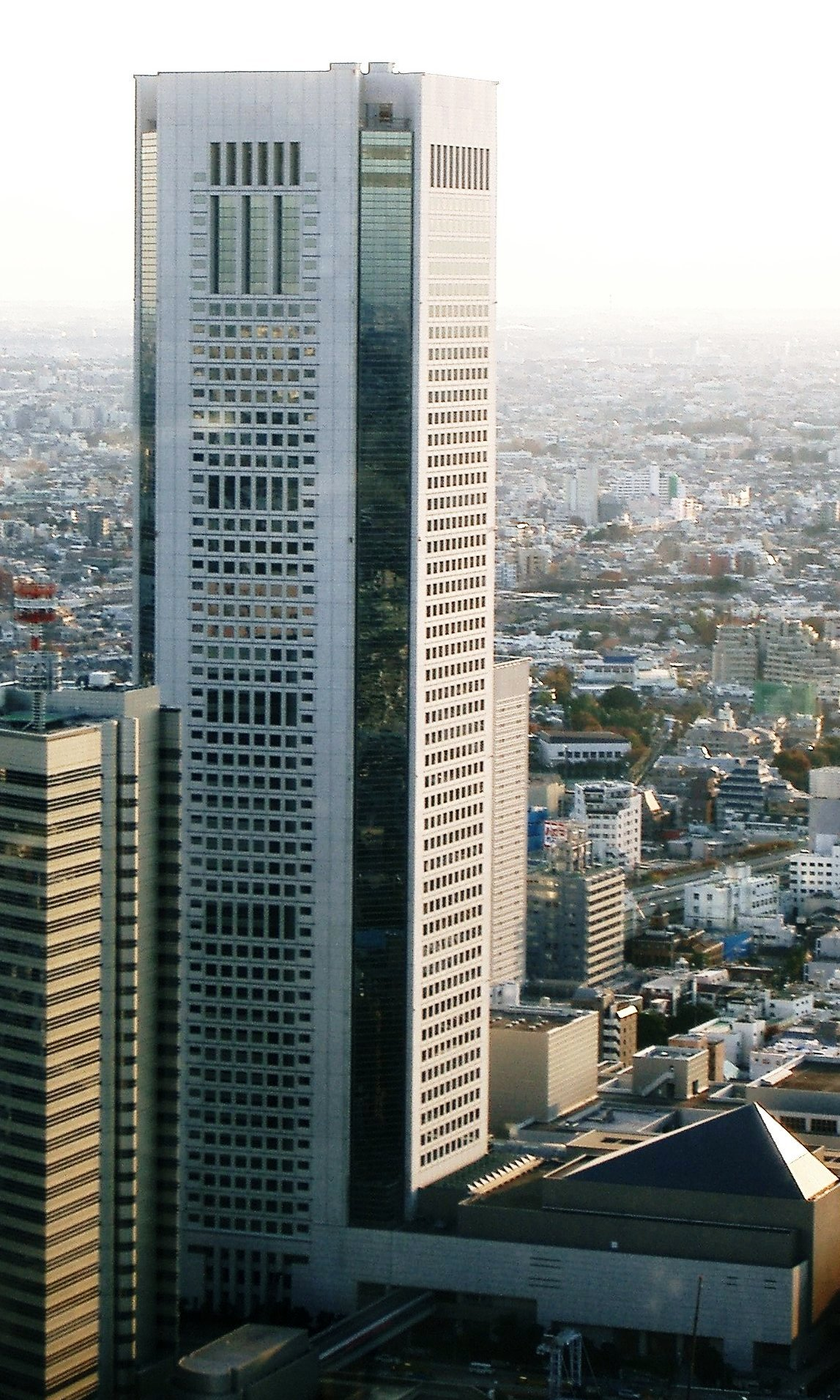
日本法人の本社が入居している東京オペラシティ

Juniper Networks, Inc.は、通信キャリア、データセンター、企業向けのルーター、スイッチ、次世代ネットワークセキュリティ機能、ネットワーク管理ソフトウェア、SDNソフトウェア等を開発、製造するアメリカ合衆国の企業である。ジュニパーネットワークス株式会社 は、Juniper Networks, Inc.の日本法人。

## 概要
- 本社はアメリカカリフォルニア州サニーベールに所在し、世界51カ国に拠点及び現地法人を持つ。1999年（平成11年）3月に米国本社100%出資の子会社として設立された日本法人・ジュニパーネットワークス株式会社は東京都新宿区に本社を置き、西日本事業所を大阪市北区に持つ。[2]
- コーポレート・カラーはスカイブルーで、製品デザインにも使用されている。そのため、同社製品を「青箱」と称することもある。
- 旧ロゴマークはヒノキ科針葉樹のジュニパーを使用していた。
- 2014年3月時点で、通信キャリア向けルーター市場において、シスコ・システムズに次ぐ世界2位のシェアを持つ[3]。
- 2015年7月時点の時価総額は約100億US$（約1兆2千億円）。
- 2024年1月、ヒューレット・パッカード・エンタープライズ（HPE）により、約140億ドルで買収されることに合意した[4]。
- 2025年7月、HPEによる買収が完了した[5]。

## 沿革
- 1996年（平成8年）
  - 2月 - Juniper Networks, Inc. 設立。
  - 6月25日 - NASDAQ上場。
- 1997年（平成9年）7月 - ルータに搭載するオペレーティングシステム：JUNOSを発表。
- 1998年（平成10年）8月 - ルータ製品：M40を発表。
- 1999年（平成11年）
  - 3月 - Juniper Networks, K.K. 日本法人設立。
  - 11月 - Layer Fiveを買収。
- 2000年（平成12年）- Pacific Advantage Ltd、Micro Magic Inc.を買収。
- 2001年（平成13年）- Pacific Broadband Communicationsを買収。
- 2002年（平成14年）2月 - シーメンスの子会社Unisphere Networksを買収。
- 2004年（平成16年）- NetScreen Technologiesを買収。
- 2005年（平成17年）- Kagoor Networks、Redline Networks、Perbit Networks、Acorn Packet Solutions、Funk Softwareを買収。
- 2009年（平成21年）7月 - IBMへのOEM供給契約を締結。
- 2010年（平成22年）- Ankeena Networks、Trapeze Networks、SMobile Systems、Altor Networksを買収。
- 2012年（平成24年）- Mykonos Software、Contrail Systemsを買収。
- 2013年（平成25年）- WANDLを買収。
- 2014年（平成26年）- SSL-VPN事業をPulse Secure社に売却。
- 2016年（平成28年）4月 - BTI Systemsを買収。
- 2016年（平成28年）12月 - Appformixを買収。
- 2017年（平成29年）9月 - Cyphortを買収。
- 2018年（平成30年）9月 - HTBASEを買収。
- 2019年（平成31年）3月 - Mist Systemsを買収。
- 2025年（令和7年）7月 - HPEによる買収が成立[5]。

## 国内事業所
- 本社 - 東京都新宿区西新宿3-20-2　東京オペラシティタワー45階

- 京橋事務所 - 東京都中央区京橋2丁目2番1号　京橋エドグラン14階

- 西日本事業所 - 大阪市北区梅田2丁目2番2号　ヒルトンプラザウエスト　オフィスタワー18階
- 名古屋事務所 - 愛知県名古屋市中村区名駅1-1-1　JPタワー名古屋21階　SPACES JPタワー名古屋内

## 主な製品
- ネットワークOS - Junos OS
- サービス統合ルータ／次世代ファイアウォール - SRXシリーズ
- クラウド型無線LAN製品 - Mist APシリーズ
- イーサネットスイッチ - EXシリーズ
- データセンタースイッチ - QFXシリーズ
- ルータ
  - MXシリーズ
  - PTXシリーズ
  - ACXシリーズ
- 仮想アプライアンス（NFV製品）
  - vSRX
  - vMX
  - vQFX
- SD-WAN製品 - Contrail Service Orchestrator（CSO）
- クラウド型セキュリティサービス
  - Sky ATP（Sky Advanced Threat Prevention）
  - Spotlight Secure
- オンプレミス型サンドボックス製品 - JATP（Juniper Advanced Threat Prevention）
- Software Defined Network（SDN製品）
  - Contrail Networking
  - Contrail Enterprise Multicloud
  - NorthStar Controller
- ネットワーク管理プラットフォーム
  - Junos Space Security Director
  - Junos Space Network Director
  - Contrail Healthbot

## 仮想シングルシャーシ技術
ジュニパーの製品は、複数の機器を光接続（1G・10G・40G）または専用ケーブルで接続し、単一のネットワーク機器として管理する技術に下記がある
- シャーシクラスター（CC）- 2台まで
  - SRXシリーズ
- バーチャルシャーシ（VC）- 4台まで
  - EX2000シリーズ
- バーチャルシャーシ（VC）- 10台まで
  - EX3000/EX4000/QFX5100シリーズ
- バーチャルシャーシ ファブリック（VCF）- 20台まで
  - スパイン：QFX5100/QFX5110
  - リーフ：EX4300/QFX5100/QFX5110
- MXバーチャルシャーシ（MX-VC）- 2台まで
  - モジュラー型MXシリーズ
- Junos Fusion エンタープライズ（JFE）- 128台まで
  - アグリゲーション：EX9200シリーズ
  - サテライト：EXシリーズ
- Junos Fusion データセンター（JFDC）- 64 or 128台まで
  - アグリゲーション：QFX10000シリーズ
  - サテライト：EX4300/QFX5100
- Junos Fusion プロバイダーエッジ（JFPE）- 64台まで
  - アグリゲーション：MXシリーズ
  - サテライト：EX4300/QFX5100

## 認定資格
| JNCIE Juniper Networks Certified Internet Expert       | エキスパート            | 最高峰のネットワーク技術者であることを証明する。 1日のラボ試験にパスすることで認定される。 ラボ試験を受けるには同じトラックのJNCIP認定を保持していること。        |
| JNCIP Juniper Networks Certified Internet Professional | プロフェッショナル      | 上級のJunos技術者であることを証明する。 オンライン試験にパスすることで認定される。 JNCIP認定には同じトラックのJNCIS認定を保持していること。                       |
| JNCIS Juniper Networks Certified Internet Specialist   | スペシャリスト          | 中級のJunos技術者であることを証明する。 オンライン試験にパスすることで認定される。 JNCIS認定には同じトラックのJNCIA認定を保持していること。                       |
| JNCIA Juniper Networks Certified Internet Associate    | アソシエイト            | 初級のJunos技術者であることを証明する。 オンライン試験にパスすることで認定される。 受験の前提要件は無い。                                                         |
| JNCDS Juniper Networks Certified Design Specialist     | デザイン スペシャリスト | Junos製品を用いた設計ができる中級技術者であることを証明する。 オンライン試験にパスすることで認定される。 JNCDS認定には同じトラックのJNCDA認定を保持していること。 |
| JNCDA Juniper Networks Certified Design Associate      | デザイン アソシエイト   | Junos製品を用いた設計ができる初級技術者であることを証明する。 オンライン試験にパスすることで認定される。 受験の前提要件は無い。                                   |

### 認定期間と再認定について
資格認定はパスした日から3年間有効で、有効期間内に再認定されなければ失効する（再認定可能な認定無効期間が無い）。
再認定は同トラックの同試験か上位試験にパスすることで行われるが、JNCIEだけは下位試験のJNCIPにパスすることで行う（再度ラボ試験をパスしなくてよい。
再認定後の有効期間は、再認定された日を始期とする3年間となる。

### 学習方法
- トレーニングコース を受講する
- トレーニングコースのテキスト を読む
- オライリー社出版の書籍 を読む
- Day One Books を読む
- vSRX や vMX の試用版を使う
- TechLibrary を読むなど

### Junos Tracks
| Junos技能認定トラック | Junos技能認定トラック | サービスプロバイダー ルーティング＆スイッチング | エンタープライズ ルーティング＆スイッチング | データセンター      | セキュリティ |
| 対象製品              | 対象製品              | MXシリーズ                                      | SRX, EXシリーズ                             | QFX, EX, MXシリーズ | SRXシリーズ  |
| 認定レベル            |                       |                                                 |                                             |                     |              |
| エキスパート          | JNCIE-SP              | JNCIE-ENT                                       | JNCIE-DC                                    | JNCIE-SEC           |              |
| プロフェッショナル    | JNCIP-SP              | JNCIP-ENT                                       | JNCIP-DC                                    | JNCIP-SEC           |              |
| スペシャリスト        | JNCIS-SP              | JNCIS-ENT                                       | JNCIS-ENT                                   | JNCIS-SEC           |              |
| アソシエイト          | JNCIA-Junos           | JNCIA-Junos                                     | JNCIA-Junos                                 | JNCIA-SEC           |              |

### Design Tracks
| デザイン技能認定トラック | デザイン技能認定トラック | サービスプロバイダー | データセンター | セキュリティ |
| 認定レベル               |                          |                      |                |              |
| スペシャリスト           | JNCDS-SP                 | JNCDS-DC             | JNCDS-SEC      |              |
| アソシエイト             | JNCDA                    | JNCDA                | JNCDA          |              |

## 国内販売代理店
- ルーター関連製品

伊藤忠テクノソリューションズ
日商エレクトロニクス
日本電気
ネットワンシステムズ
富士通
ジェイズ・コミュニケーション
日立ソリューションズ
- スイッチ関連製品

伊藤忠テクノソリューションズ
日商エレクトロニクス
日本電気
ネットワンシステムズ
富士通
ジェイズ・コミュニケーション
ソフトバンク コマース＆サービス
ダイワボウ情報システム
日立ソリューションズ
ユニアデックス
ノックス
- セキュリティ製品販売代理店

伊藤忠テクノソリューションズ
日商エレクトロニクス
日本電気
ネットワンシステムズ
富士通
SCSK
ジェイズ・コミュニケーション
ソフトバンク コマース＆サービス
ダイワボウ情報システム
日立ソリューションズ
ノックス
三井情報